# Ulmer Butterbirne
Die Ulmer Butterbirne (auch: Albecker Butterbirne) ist eine alte Birnensorte, die erstmals an der Steige zwischen Ulm und Albeck gefunden wurde.

## Geschichte
Die Sorte wurde 1868 als Albecker Steigbirne erstmals beschrieben. Nach 1880 wurde sie von der in Albeck ansässigen Baumschule Scheerer vermehrt und in den Handel gebracht. Die Ulmer Butterbirne ähnelt der von Johann Volkmar Sickler bereits 1801 beschriebenen Herbsteierbirne.
2016 war die Ulmer Butterbirne Streuobstsorte des Jahres in Baden-Württemberg.

## Baum
Die Sorte ist frosthart und eignet sich daher auch für höhere Lagen. Der Baum bildet eine große und hochgebaute Krone, die im Alter überhängen kann. Die Ulmer Butterbirne zeigt nur eine geringe Alternanz und bringt regelmäßig hohe Erträge.

## Frucht
Die kleinen bis mittelgroßen Früchte der Ulmer Butterbirne haben eine rundliche bis eiförmige Form. Die Grundfarbe reifer Birnen ist hellgelb bis leicht grünlich, auf der Sonnenseite können sie kräftig rot gefärbt sein. Der lange, dünne Fruchtstiel ist etwas gebogen. Das weißliche Fruchtfleisch ist saftreich und schmelzend, der Geschmack süß und leicht würzig. Die Ulmer Butterbirne ist zwischen Ende September und Mitte Oktober pflückreif. Die Früchte sind druckempfindlich, können nicht lange gelagert werden und sollten bald verbraucht werden. Sie eignen sich insbesondere zum Dörren und Schnapsbrennen.